# BB&T Atlanta Open 2017
BB&T Atlanta Open 2017 byl tenisový turnaj pořádaný jako součást mužského okruhu ATP World Tour, který se odehrával na otevřených dvorcích s tvrdým povrchem DecoTurf v Atlantic Station. Probíhal mezi 24. až 30. červencem 2017 v americké Atlantě jako třicátý  ročník turnaje.
Událost představovala otevírací akci mužské části US Open Series 2017. Turnaj s rozpočtem 720 410 dolarů patřil do kategorie ATP World Tour 250.  Nejvýše nasazeným hráčem ve dvouhře se stal sedmnáctý tenista světa Jack Sock ze Spojených států. Jako poslední přímý účastník do hlavní singlové soutěže nastoupil argentinský 116. hráč žebříčku Guido Pella.
Čtvrtou trofej z osmi startů si z atlantského turnaje odvezl 32letý Američan John Isner, který tak poprvé vyhrál dva turnaje v řadě, když o týden dříve triumfoval v Newportu. Deblovou trofej vybojoval americký bratrský pár Bob a Mike Bryanovi, jehož členové získali 114. společnou trofej a druhou z Atlanty, kde zvítězili již v roce 2015.

## Rozdělení bodů a finančních odměn

### Rozdělení bodů
| Soutěž  | vítězové | finalisté | semifinalisté | čtvrtfinalisté | 16 v kole | 32 v kole | Q  | Q2 | Q1 |
| ------- | -------- | --------- | ------------- | -------------- | --------- | --------- | -- | -- | -- |
| dvouhra | 250      | 150       | 90            | 45             | 20        | 0         | 12 | 6  | 0  |
| čtyřhra | 250      | 150       | 90            | 45             | 0         | —         | —  | —  | —  |

### Finanční odměny
| Soutěž                              | vítězové | finalisté | semifinalisté | čtvrtfinalisté | 16 v kole | 32 v kole | Q | Q2     | Q1     |
| ----------------------------------- | -------- | --------- | ------------- | -------------- | --------- | --------- | - | ------ | ------ |
| dvouhra                             | $114 595 | $60 355   | $32 695       | $18 630        | $10 975   | $6 505    | — | $2 925 | $1 465 |
| čtyřhra                             | $34 810  | $18 300   | $9 920        | $5 670         | $3 320    | —         | — | —      | —      |
| částka ve čtyřhře je uvedena na pár |          |           |               |                |           |           |   |        |        |

## Mužská dvouhra

### Nasazení
| Stát                             | Hráč            | ATP | Nasazení |
| -------------------------------- | --------------- | --- | -------- |
| USA                              | Jack Sock       | 17. | 1.       |
| USA                              | John Isner      | 21. | 2.       |
| Lucembursko                      | Gilles Müller   | 22  | 3        |
| USA                              | Ryan Harrison   | 40. | 4.       |
| Spojené království               | Kyle Edmund     | 47. | 5.       |
| USA                              | Donald Young    | 50. | 6.       |
| Jižní Korea                      | Čong Hjon       | 54. | 7.       |
| USA                              | Jared Donaldson | 58. | 8.       |
| Žebříček ATP k 17. červenci 2017 |                 |     |          |

### Jiné formy účasti
Následující hráči obdrželi divokou kartu do hlavní soutěže:
- Christopher Eubanks
- Taylor Fritz
- Reilly Opelka

Následující hráči obdrželi zvláštní výjimku:
- Bjorn Fratangelo
- Peter Gojowczyk

Následující hráči postoupili z kvalifikace:
- Quentin Halys
- Stefan Kozlov
- Tommy Paul
- Tim Smyczek

### Odhlášení
před zahájením turnaje
- Kevin Anderson → nahradil jej  Konstantin Kravčuk
- Dan Evans → nahradil jej  Lukáš Lacko
- Nick Kyrgios → nahradil jej  Guido Pella
- Adrian Mannarino → nahradil jej  Thomas Fabbiano
- Bernard Tomic → nahradil jej  Dudi Sela
- Mischa Zverev → nahradil jej  Vasek Pospisil

## Mužská čtyřhra

### Nasazení
| Stát                                                                        | Hráč            | Stát        | Hráč          | ATP> | Nasazení |
| --------------------------------------------------------------------------- | --------------- | ----------- | ------------- | ---- | -------- |
| USA                                                                         | Bob Bryan       | USA         | Mike Bryan    | 16.  | 1.       |
| USA                                                                         | Ryan Harrison   | Nový Zéland | Michael Venus | 33.  | 2.       |
| USA                                                                         | Nicholas Monroe | USA         | Donald Young  | 84.  | 3.       |
| Indie                                                                       | Purav Radža     | Indie       | Diviž Šaran   | 103. | 4.       |
| Žebříček ATP k 17. červenci 2017; číslo je součtem umístění obou členů páru |                 |             |               |      |          |

### Jiné formy účasti
Následující páry obdržely divokou kartu do hlavní soutěže:
- Jordan Cox /  Emil Reinberg
- Eric Sock /  Jack Sock

## Přehled finále

### Mužská dvouhra
- John Isner vs.  Ryan Harrison, 7–6(8–6), 7–6(9–7)

### Mužská čtyřhra
- Bob Bryan /  Mike Bryan vs.  Wesley Koolhof /  Artem Sitak, 6–3, 6–4